# Arcus senilis
Een arcus senilis ('ouderdomsboogje') is een witgrijze ring die men vooral bij oudere mensen weleens kan waarnemen aan de periferie van het hoornvlies. Aanvankelijk meestal vooral boven en onder, later samensmeltend tot een complete ring.
Het gaat om een neerslag van vetachtige stoffen in het hoornvlies en heeft voor de gezondheid van het oog geen betekenis, hoewel het wat vaker gezien wordt bij mensen die een verhoogd cholesterolgehalte in het bloed hebben. Een arcus op jonge leeftijd kan dan ook een indicatie zijn voor hart- en vaatziekten en in een dergelijk geval wordt aangeraden verder onderzoek te doen naar de vetten in het bloed. Het leidt niet tot vermindering van het gezichtsvermogen.
De cirkel komt veel voor; het verschijnsel valt bij vrijwel iedereen boven de 80 waar te nemen. Bij mensen met een donkere huidskleur komt de afwijking vaker voor.